# I Lwowski Batalion Etapowy
I Lwowski batalion etapowy – oddział wojsk wartowniczych i etapowych w okresie II Rzeczypospolitej pełniący między innymi służbę ochronną na granicy polsko-sowieckiej.

## Formowanie i zmiany organizacyjne
Formowanie pododdziałów etapowych rozpoczęto na przełomie 1918-1919.
W myśl rozkazu Naczelnego Dowództwa WP L24550/IV, rozkazem oficerskim nr 1 z 19 sierpnia 1919, z wszystkich formacji etapowych podległych DOE „Lwów“, sformowano 6 batalionów etapowych. 
4 batalion etapowy (I Lwowski be) uzupełniono z kadry wartowniczej przy batalionie zapasowym 40 pułku piechoty. W jego skład weszły wszystkie formacje etapowe w powiatach: Czortków, Husatyn, Buczacz i Borszczów. Były to kompanie etapowe:8.,15.,19.,24. (1 pluton), 48. (1 pluton), 51.,53.,54.,58.,59. Z nich utworzono etatowe 4 kompanie etapowe batalionu. Dowódcą batalionu został por. Eugeniusz Steyer, a mp dowództwa batalionu stał się Czortków.
Otrzymał on nazwę okręgu generalnego, w którym powstał i kolejny numer porządkowy oznaczany cyfrą rzymską.
W myśl rozkazu NDWP nr 2900/IV z 30 stycznia 1920 IV batalion etapowy stacjonujący w Bazalii otrzymał nazwę I Lwowski batalion etapowy.
Do batalionu wcielono żołnierzy starszych wiekiem i o słabszej kondycji fizycznej. Oficerowie i podoficerowie nie mieli większego doświadczenia bojowego. Batalion nie posiadał broni ciężkiej, a broń indywidualną żołnierzy stanowiły stare karabiny różnych wzorów z niewielką ilością amunicji. 
W pierwszej połowie sierpnia batalion walczyły w szeregach 12 Dywizji Piechoty.
10 września batalion przebywał na koncentracji wojsk etapowych 6 Armii w Winnikach. Liczył wtedy w stanie żywionych 9 oficerów oraz 275 podoficerów i szeregowców, w stanie bojowym zaś 6 oficerów oraz 218 podoficerów i szeregowców.
W lutym 1921 bataliony etapowe przejęły ochronę granicy polsko-rosyjskiej. Początkowo pełniły ją na linii kordonowej, a w maju zostały przesunięte bezpośrednio na linię graniczną z zadaniem zamknięcia wszystkich dróg, przejść i mostów.  
W 1921 bataliony etapowe ochraniające granicę przekształcono w bataliony celne.
I Lwowski batalion etapowy wspólnie z VI Lwowskim batalionem etapowym utworzyły 25 batalion celny.

## Żołnierze batalionu
Dowódcy batalionu
- por. Eugeniusz Steyer
- por. Zdzisław Dwernicki (był 8 VI 1920[11])

oficer batalionu 
- ppor. Stanisław Audykowski[12]